# Nová Bašta
Nová Bašta (allemand : Neubast,  hongrois : Egyházasbást) est un village de Slovaquie situé dans la région de Banská Bystrica.

## Histoire
La première mention écrite du village date de 1267.
La localité fut annexée par la Hongrie après le premier arbitrage de Vienne le 2 novembre 1938. En 1938, on comptait 726 habitants dont 22 d'origine juive. Elle faisait partie du district de Salgótarján (hongrois : Salgótarjáni járás). Le nom de la localité avant la Seconde Guerre mondiale était Kostolná Bašta/Egyházas-Bást. Durant la période 1938 - 1945, le nom hongrois Egyházasbást était d'usage. À la libération, la commune a été réintégrée dans la Tchécoslovaquie reconstituée.

## Démographie

### Évolution de la population
| Année:               | 1994. | 2004.    | 2014.   | 2024.   |
| -------------------- | ----- | -------- | ------- | ------- |
| Nombre de personnes: | 607   | 529      | 505     | 498     |
| Différence:          |       | -12,85 % | -4,53 % | -1,38 % |

| Année:               | 2023. | 2024.   |
| -------------------- | ----- | ------- |
| Nombre de personnes: | 500   | 498     |
| Différence:          |       | -0,40 % |